# Onthophagus wangnamkhieoensis
Onthophagus wangnamkhieoensis é uma espécie de inseto do género Onthophagus, família Scarabaeidae, ordem Coleoptera.
Foi descrita cientificamente por Masumoto, Hanboonsong & Ochi em 2002.